# Hirmoneura turkestanica
Hirmoneura turkestanica är en tvåvingeart som beskrevs av Paramonov 1956. Hirmoneura turkestanica ingår i släktet Hirmoneura och familjen Nemestrinidae. Inga underarter finns listade i Catalogue of Life.